# Nicaragua vs. Alemania
El 1 de marzo de 2024, Nicaragua inició un proceso legal contra Alemania ante la Corte Internacional de Justicia en el contexto de la Convención sobre el Genocidio, en relación con presuntas violaciones de obligaciones internacionales respecto del territorio palestino ocupado dado el apoyo material, financiero y político de Alemania a Israel en el conflicto en Gaza que se ha agravado desde 2023. El Dr. Carlos José Argüello Gómez, un diplomático nicaragüense, solicitó la orden judicial de medidas provisionales de protección, incluidas la restauración de la financiación alemana suspendida a la Agencia de Naciones Unidas para los Refugiados de Palestina en Oriente Próximo y el cese de los suministros militares a Israel.

## Contexto
El 7 de octubre, Israel procedió a bombardear la Gaza en respuesta a los ataques palestinos acontecidos ese mismo día; unas semanas más tarde, Israel invadió Gaza. Según el Ministerio de Salud de Gaza, hasta junio de 2025, el conflicto resultado en la muerte de más de 55 000 palestinos, en su mayoría mujeres y niños.Israel ha sido señalada de llevar a cabo la guerra con intenciones genocidas.

### Solicitud sudafricana
En procedimientos anteriores ante la Corte, Sudáfrica alegó que Israel ha cometido y está cometiendo genocidio contra los palestinos en la Gaza, en violación de la Convención sobre el Genocidio, y sitúa los cargos en lo que describe como el contexto más amplio de la conducta de Israel hacia Palestina, incluido lo que Sudáfrica describió como un régimen de apartheid de más de 75 años, una ocupación de más de 50 años y un bloqueo de más de 16 años de Gaza. Sudáfrica solicitó a la Corte Internacional de Justicia que dictara medidas provisionales de protección inmediatas, emitiendo una orden a Israel para que suspendiera de inmediato sus operaciones militares en Gaza y contra ella.
El Ministerio de Asuntos Exteriores de Israel caracterizó las acusaciones de Sudáfrica de «infundadas». Israel argumenta que está llevando a cabo una guerra de legítima defensa de conformidad con el derecho internacional tras los ataques liderados por Hamás del 7 de octubre de 2023. Aproximadamente 1200 personas, la mayoría civiles, murieron en estos ataques, y más de 250 fueron tomadas como rehenes. Israel señala el frecuente uso de misiles contra centros de población civil Israelí, el secuestro y retención de rehenes israelíes en Gaza, y argumenta que las directivas de su gabinete de guerra y de las autoridades militares no muestran ninguna intención genocida. Si bien reconoce la alta incidencia de víctimas civiles, Israel responsabiliza a Hamás que utiliza la infraestructura civil como cobertura para sus activos y operaciones militares. Israel afirma que cumple con el derecho internacional y afirma que facilita la ayuda humanitaria al territorio.
El tribunal emitió una orden en relación con la solicitud de medidas provisionales el 26 de enero de 2024, en la que ordenó a Israel tomar todas las medidas para cumplir con la Convención sobre el Genocidio ya que es «plausible» que hay hechos bajo su alcance. El tribunal declaró que «al menos algunos de los actos y omisiones que Sudáfrica alega que fueron cometidos por Israel en Gaza parecen estar comprendidos en las disposiciones de la Convención [sobre el Genocidio]». El tribunal no ordenó a Israel suspender su campaña militar en la Gaza, como había solicitado Sudáfrica. Tanto los funcionarios sudafricanos como los israelíes acogieron con satisfacción la decisión, considerándola una victoria. El tribunal también expresó su «grave preocupación» por el destino de los rehenes retenidos en la Gaza y reconoció que la catastrófica situación en Gaza «corre un grave riesgo de deteriorarse aún más» antes de un veredicto final.

## Actas

### Solicitud de Nicaragua

#### Jurisdicción
Nicaragua sostuvo que tanto ella como Alemania han aceptado la jurisdicción obligatoria de la Corte Internacional de Justicia en el asunto, ya que las reservas de ninguna de las partes al momento de aceptar dicha jurisdicción incluyen el presente caso.: ¶¶ 20–3 El artículo IX de la Convención sobre el Genocidio establece la jurisdicción de la Corte Internacional de Justicia en las controversias relativas a la «interpretación, aplicación o cumplimiento» de sus disposiciones, y ni Nicaragua ni Alemania han formulado reservas sobre la inclusión del artículo IX.: ¶¶ 24–5  Nicaragua sostuvo además que tal disputa existe.: ¶ 26  Mediante nota verbal de fecha 2 de febrero de 2024 dirigida al Ministerio Federal de Relaciones Exteriores de Alemania, Nicaragua instó a Alemania a detener el suministro de armas a Israel y alegó que podrían utilizarse en violación de la Convención sobre el Genocidio, denunció la suspensión de la financiación de la Agencia de Naciones Unidas para los Refugiados de Palestina en Oriente Próximo como contraria a las obligaciones de Alemania en virtud del derecho internacional y le acusó de no cumplir con sus obligaciones en virtud de la Convención sobre el Genocidio.: ¶ 27  En la nota, Nicaragua afirmó que, en vista de sus propias obligaciones erga omnes partes, estaba dispuesta a iniciar procedimientos ante la Corte, y le recordó a Alemania de sus obligaciones.: ¶ 27  Nicaragua alegó que, debido a que Alemania «rechazó el...contenido» de un comunicado de prensa relativo al contenido de la nota verbal, existe una disputa relativa, entre otras cosas, a «la interpretación y aplicación de la Convención sobre el Genocidio, las Convenciones de Ginebra de 1949» y el derecho internacional.: ¶¶ 30–1 

#### Las acciones de Alemania
Nicaragua afirmó que Alemania tenía conocimiento de las violaciones cometidas por Israel desde el primer momento, incluida la supuesta intención israelí de atacar a la población civil, un claro acto de castigo colectivo.: ¶¶ 39–40  Citó las declaraciones del canciller alemán, Olaf Scholz, quien dijo que «la seguridad de Israel es una razón de Estado alemana»,: ¶ 44 suministros de armas a Israel,: ¶¶ 45, 47, 51, 53, 56  y las preocupaciones expresadas acerca de los daños a los civiles palestinos y el riesgo de genocidio.: ¶¶ 41–3, 48–50, 52, 54–5  Sostuvo que la política alemana de ayuda a los palestinos «aumentaba la vulnerabilidad de la población palestina, en particular de los habitantes de Gaza, y contribuía al riesgo muy presente de un perjuicio irreparable».: ¶ 57  Afirmó que Alemania suspendió los fondos basándose en acusaciones israelíes supuestamente poco fiables de que miembros de la Agencia de Naciones Unidas para los Refugiados de Palestina en Oriente Próximo estaban implicados en el ataque de Hamás del 7 de octubre.: ¶¶ 58–9  Nicaragua afirmó que se "dependía" del financiamiento de la Agencia de Naciones Unidas para los Refugiados de Palestina en Oriente Próximo para la continuación de su labor, de la que «más de dos millones de personas [dependen]»,: ¶¶ 60–3  incluidos los servicios de salud,: ¶ 62  salud ambiental, control de plagas, calidad del agua, educación y microfinanzas.: ¶ 63  Nicaragua citó la advertencia de la Agencia de Naciones Unidas para los Refugiados de Palestina en Oriente Próximo de que la suspensión de la financiación podría llevar al cese de sus operaciones «a finales de febrero», a pesar de la presencia de hambre generalizada en la población de Gaza, según informes de la ONU.: ¶¶ 64–6 

#### Medidas solicitadas
Nicaragua solicitó una sentencia y declaración de:: ¶ 67 
- Al ayudar, suministrar y no presionar a Israel, Alemania violó sus obligaciones en virtud de la Convención sobre el Genocidio, el Cuarto Convención de Ginebra, y su deber de defender el derecho a la autodeterminación y soberanía de la nación palestina;
- Al suspender la financiación a la Agencia de Naciones Unidas para los Refugiados de Palestina en Oriente Próximo, Alemania incumplió sus obligaciones en virtud de la Convención sobre el Genocidio, el derecho internacional humanitario y el Cuarto Convenio de Ginebra;
- Al no iniciar procedimientos contra las personas responsables de crímenes de derecho internacional, incluidos crímenes de guerra y apartheid, Alemania incumplió sus propias obligaciones en virtud del derecho internacional; y
- Alemania debe poner fin a las supuestas violaciones mencionadas, garantizar que no se repitan y «reparar plenamente el daño causado por sus actos internacionalmente ilícitos».

#### Medidas provisionales
Nicaragua pidió al tribunal que indicara medidas provisionales de conformidad con sus propias obligaciones erga omnes.: ¶ 68  Nicaragua alegó un «riesgo inminente de una catástrofe humanitaria total».: ¶ 74  Citó las declaraciones de funcionarios israelíes,: ¶ 70  y funcionarios de la ONU.: ¶¶ 71–3 Sostuvo que el tribunal tenía jurisdicción prima facie debido a la existencia de una disputa entre Nicaragua y Alemania.: ¶ 83–4  Nicaragua sostuvo además que tanto ella como Alemania se habían «comprometido a prevenir el genocidio», incluidas prohibiciones sobre ciertos actos y deberes positivos de tratar de prevenir tales actos.: ¶ 86  Nicaragua sostuvo que, por lo tanto, existía un «riesgo de daño irreparable y [una] necesidad urgente de proteger los derechos del pueblo palestino», que el tribunal ya había llegado a esa conclusión en procedimientos anteriores instituidos por Sudáfrica,: ¶ 94  que había expresado su preocupación por el empeoramiento de la situación,: ¶ 95  y que su aplicación involucraba no sólo las obligaciones bajo la Convención sobre el Genocidio por las que el tribunal estaba involucrado en esos procedimientos sino también «las del derecho internacional convencional y consuetudinario».: ¶ 98  En consecuencia, sostuvo que «los derechos que Nicaragua busca preservar involucran la vida de cientos de miles de personas».: ¶ 99 
Por consiguiente, Nicaragua solicitó una orden de medidas provisionales que incluyen: ¶ 101 
- La suspensión inmediata de la ayuda y la asistencia militar alemanas a Israel en la medida en que puedan utilizarse en violación de la Convención sobre el Genocidio o del derecho internacional;
- Que Alemania logre garantizar que las armas que ya había entregado no se utilizaran para tales fines; y
- Reanudación de la financiación alemana a la Agencia de Naciones Unidas para los Refugiados de Palestina en Oriente Próximo.

El Reglamento del Tribunal dispone que «las solicitudes de indicación de medidas provisionales tendrán prioridad sobre todos los demás casos».

### Procedimientos orales
El 15 de marzo de 2024, el tribunal anunció que los argumentos orales se escucharían los días 8 y 9 de abril. Nicaragua presentó su caso el 8 de abril. 

### Medidas provisionales del tribunal
El 30 de abril, el tribunal falló en contra de imponer medidas provisionales.  Sin embargo, se negó a terminar el proceso legal bajo los cargos presentados por Nicaragua, como lo solicitó Alemania.

### Respuesta de Alemania a la solicitud de Nicaragua
Alemania respondió que el caso estaría en contradicción con el principio del «tercero indispensable». Imogen Saunders, de la Universidad Nacional Australiana, escribió que la solicitud de Nicaragua era la «primera... en alegar la contribución al acto de genocidio en lugar de la comisión del acto en sí». Saunders escribió que el caso de Nicaragua «se basa en la conclusión de que se está cometiendo genocidio en Gaza», en cuyo caso Israel sería un «tercero indispensable» en el caso; en ausencia de un tercero indispensable, un caso es inadmisible. Saunders sugiere que Nicaragua puede haber intervenido en los procedimientos de Sudáfrica contra Israel bajo el Artículo 62 del Estatuto de la Corte Internacional de Justicia para evitar impedimentos a la admisibilidad de su caso.
Se indicó que solo una pequeña cantidad de los 326 millones de euros en entregas de armas y equipo militar en 2023 se destinarían a armas de guerra. Además, el 80% de las exportaciones desde octubre de 2023 se produjeron solo en ese mes. Y a pesar de la pausa en los pagos a la Agencia de Naciones Unidas para los Refugiados de Palestina en Oriente Próximo desde enero de 2024, el gobierno alemán ayudó a los palestinos con pagos a UNICEF, el Programa Mundial de Alimentos y la Cruz Roja Internacional.